# Lillfjärden, Lovisa
Lillfjärden är en fjärd i Finland. Den ligger i landskapet Nyland, i den södra delen av landet, 70 km öster om huvudstaden Helsingfors.